# Kantano Habimana
Kantano Habimana, més conegut com a Kantano, va ser un presentador (animateur) de l'emisora de ràdio ruandesa Radio Télévision Libre des Mille Collines (RTLM), que va tenir un paper significatiu en la incitació al genocidi de Ruanda. Igual que altres difusors, Habimana va incitar la violència contra els tutsis i hutus moderats a través de les ones.
Sovint hom considera Habimana com el presentador més popular de RTLM i l' animateur que gaudia de més temps d'emissió. Els segments d'Habimana constituïen aproximadament el 33% del temps d'emissió de RTLM. Habimana (i RTLM) era conegut per visitar les barricades en directes entrevistar els milicians Interahamwe presents per tal d'interactuar amb el seu interlocutor de primera mà. Habimana anunciava rutinàriament el parador exacte, els noms i els números de matrícula de presumptes còmplices del Front Patriòtic Ruandès, incitant a la violència i sovint l'assassinat d'individus assenyalats per grups com ara els milicians Impuzamugambi i Interahamwe.
En una audiència abans del genocidi el 15 de març de 1994, per "la incitació d'uns ciutadans contra els altres", Habimana descriu als periodistes de RTLM com a "peixos petits" en comparació amb els executius RTLM tal com Ferdinand Nahimana.
Suposadament Habimana va morir de SIDA al República Democràtica del Congo abans de 2002.